# Дерслав Влостовський
Дерслав Влостовський герба Окша (пол. Dziersław Włostowski; пом. 10 листопада 1444, Варна) — польський лицар, шляхтич, королівський придворний і урядник. Генеральний староста подільський у 1435–1437 і 1439 рр., староста кам'янецький у 1431 році.

## Біографія
Походив з небагатого роду краківської середньої шляхти. Його батьком був Імрам з Влостовиць, а мати Іоанна (Яхна) з Малешова гербу Гриф. Вперше згадується в 1397 р., як син померлого Імрама з Влостовиць. Вочевидь в цей час ще був малолітним.
В 1409 р. разом з братами продав Влостовиці декану краківської кафедральної капітули Яну Тарновському.
Учасник Великої війни 1409—1411 рр. Зокрема брав участь у Грюнвальдській битві 1410 р., перед якою він приніс звістку королю Владиславу Ягайлу, що бачив два тевтонські прапори. Він також брав участь у Голодній війні 1414 р. і, за дорученням короля, близько місяця керував замком в Ольштині. Виступав як свідок у привілеях князя Свидригайло.
У 1430–1432 роках був сандецьким старостою. Отримав уряд кам'янецького старости після того як Теодорик Бучацький потрапив у полон в 1433 чи 1434 р., і обіймав її до 1439 р.
Він брав участь у конфедерації Спитка з Мельштина 1439 року. Через рік він брав участь у поході Владислава III на Угорщину. Ян Длугош повідомляв, що Петра Поляка звільнили з подільського старости перед від’їздом короля до Угорщини. Проте тогочасні джерела, здається, свідчать, що подільське старосто в той час було відібрано у Дерслава Влостовського.
Він брав участь і загинув у битві під Варною 10 листопада 1444 р., коли загинуло багато польських лицарів і сановників, зокрема: брати Тарновські, Станіслав син Завіші з Гарбова, староста львівський Спитек II з Ярослава, королівський придворний Павло Войницький із Сєнни тощо.

## Родина
Мав двох братів — Яна і Сецея, а також двох сестер — Беату і Ельжбетту.
Його дружинами були:
- Смєхна — дружина Миколая Кракувки, який помер в 1412 або в 1413 р.
- Ядвіга — донька Хінка з Загожан.[1]